# دیکتاتوری خزر مرکزی
دیکتاتوری خزر مرکزی (به روسی: Диктатура Центрокаспия, Diktatura Tsentrokaspija) یک دولت ضد شوروی تحت حمایت بریتانیا بود که در طول جنگ داخلی روسیه در باکو، پایتخت کنونی جمهوری آذربایجان، در اول اوت ۱۹۱۸ تأسیس شد. نام این دولت از واژه روسی "Tsentrokaspi" مخفف " کمیته مرکزی ناوگان نظامی خزر" گرفته شده‌است (Центральный комитет Каспийской военной флотилии)؛ ناوگانی که از روسیه تزاری در این منطقه به‌جا مانده بود.

## ایجاد
پس از سقوط امپراطوری تزاری در پی انقلاب اکتبر ۱۹۱۷، قفقاز در خلأ قدرت قرار گرفت و نهادهای حکومتی در هرکدام از شهرها و روستاهای تابعه  تحت تسلط گروه‌های مختلف محلی درآمد اما تشتت سیاسی موجود در شهر باکو باعث می‌شد که هیچ یک از گروه‌ها و جریان‌های سیاسی شهر نتواند قدرت را به طور مطلق قبضه کند لذا این جریان‌ها به تشکیل یک شورای موقت متشکل از نمایندگان همه گروه‌ها تا زمان تعیین نظام جدید رضایت دادند. نمایندگان این شورا موسوم به کمون باکو که با برگزاری یک انتخابات عمومی انتخاب شده بودند عموما از بلشویک‌ها بوده و سیاست‌های آنان به توسعه و تحکیم قدرت بلشویک‌ها می‌انجامید و این مسئله نارضایتی گروه‌های ناهمسو با آنان را برمی‌انگیخت.
علی‌رغم انعقاد عهدنامه برست-لیتوفسک،گروه‌های طرفدار رژیم تزاری در قفقاز همچنان بر ادامه جنگ با عثمانی پافشاری می‌کردند و از سویی عثمانیان نیز با استفاده از فضای جنگ داخلی روسیه در پی تسلط بر قفقاز برآمده و یورشی جدید به قفقاز تدارک دیدند که دامنه آن شهر باکو نیز رسید.با نزدیک شدن نیروهای عثمانی،شورای بلشویکی باکو به شدت تحت فشار قرار گرفت و نهایتا گروه‌های ناهمسو متشکل از روس‌های سفید،داشناک‌ها،منشویک‌ها و سوسیالیست‌های انقلابی در ۲۶ ژوئیه ۱۹۱۸ کمون باکو را برکنار کرده و برای دفاع از شهر اعلان وضعیت فوق‌العاده نمودند که به موجب آن هرگونه فعالیت سیاسی تا اطلاع ثانوی ممنوع اعلام شد. رژیم جدید برای دفاع از شهر از بقایای نیروهای روسیه در ایران و همچنین از قوای بریتانیا تحت فرماندهی ژنرال دنسترویل درخواست کمک کرد اما قوای مزبور نتوانست کاری از پیش ببرد و باکو در ۱۵ سپتامبر ۱۹۱۸ به دست عثمانیان افتاد.